# 双人成行
《双人成行》是一款由霧影工作室开发，艺电以EA Originals为名发行的动作冒险平台游戏，于2021年3月26日在Microsoft Windows、PlayStation 4、PlayStation 5、Xbox One和Xbox Series X/S平台发行；于2022年11月5日发售任天堂Switch版本。和Hazelight的首款作品《越獄搭檔》相同，本作不支持单人游玩，只能进行在线或本地双人分屏合作。
游戏获得评论家广泛好评，并斩获多项奖项，包括2021年游戏大奖、2022年D.I.C.E.大奖年度最佳游戏，截至2024年10月，游戏销量突破2000万份。

## 游戏玩法
《双人成行》是一款带有平台游戏元素的动作冒险游戏，专为多人分屏合作游戏设计，这意味着必须通过本地或在线模式与另一个玩家共同游玩。游戏采用了来自各种电子游戏类型的大量游戏机制，这些游戏机制与故事和关卡的主题有关。例如，在一个关卡中，科迪获得了时间倒流的能力，而小梅则可以复制自己。玩家必须相互配合，利用这些能力推进剧情。游戏中还有大量的迷你游戏。

## 剧情
科迪（Cody）和小梅（May）是一对感情破裂即将走向离婚的夫妻。两人把离婚的想法告诉女儿罗丝（Rose），罗丝带着自己亲手做的父母样子的玩偶躲进家中小屋，试图通过“过家家”的方式让两人破镜重圆。小梅和科迪因女儿的泪水滴在娃娃身上而被困在娃娃的身体里。为了回到女儿身边，两人在爱之书哈金博士（Dr. Hakim）的指导下，展开一场彼此依赖的冒险。
起初，科迪和小梅一心只想联系上女儿，期待她知道不再困在娃娃身體中的方法。但哈金博士不断设置障碍，迫使两人协作前行解決障礙。途中他们遇见家裡的電器，这些電器指责夫妇曾对電器与罗丝的漠视。在穿越層層障礙的途中，他們的共同记忆不断浮现——那些让他们相爱的初心逐渐苏醒，二人开始学会携手共进。
最终考验阶段，哈金博士导他们重拾激情：先是穿越科迪荒废的温室花园，小梅协助花園重整生机；接着共同唤醒小梅埋藏已久的音乐梦想，科迪为她筹备演唱会。当小梅的歌声响起时，二人深情拥吻，將二人困在娃娃中的魔法随之解除。
而在现实世界中，罗丝发现父母始终昏迷不醒，认定是自身导致他們的婚姻破裂，遂决定离家出走。恢复人形的科迪与小梅及时在公交站找到女儿，郑重告知她："我们的矛盾与你无关，无论发生什么永远爱你。"一家三口回到了家中。

## 开发
约瑟夫·法尔斯担任游戏监制，他曾任霧影的《越獄搭檔》（2018）和Starbreeze Studios的《兄弟：双子传说》（Brothers: A Tale of Two Sons）的监制。在2018年发布《越獄搭檔》后，团队决定再制作一款仅有合作模式的电子游戏，进一步改进和扩展《越獄搭檔》所引入的游戏概念。开发团队努力确保游戏玩法与叙事有联系，随着故事的展开，游戏机制也会有相应的变化。法尔斯推动他的团队尽可能多地加入一些机制和设定，因为他认为如果一个游戏机制被反复使用，它将变得“不那么特别”。法尔斯将这款游戏描述为“浪漫喜剧”，他为游戏中的关键角色之一哈金博士提供了动作捕捉。
和《越獄搭檔》相同，《双人成行》在艺电的EA Originals计划下发行。该计划让霧影保留了完全的创意控制权，同时在收回开发成本后可获得游戏的大部分利润。EA在2019年6月首次宣布与霧影签订发行协议。游戏在2020年6月的EA Play期间正式亮相。EA和霧影为游戏推出了好友通行证（Friend's Pass），允许购买游戏的玩家向自己的朋友发出邀请，然后朋友可以免费和玩家一起玩游戏。《双人成行》于2021年3月26日在Microsoft Windows、PlayStation 4、PlayStation 5、Xbox One和Xbox Series X/S平台发行。在2022年9月的任天堂直面会上，游戏宣布将登陆任天堂Switch平台，支持双Joy-Con手柄操作、面对面联机游戏等功能。

## 评价
| 汇总媒体   | 得分                                           |
| ---------- | ---------------------------------------------- |
| Metacritic | PC：89/100 PS4：88/100 PS5：88/100 XSX：89/100 |

| 媒体          | 得分    |
| ------------- | ------- |
| Game Informer | 9.25/10 |
| GamesRadar+   | 5/5     |
| GameSpot      | 9/10    |
| IGN           | 9/10    |
| PC Gamer美国  | 80/100  |

根据评论聚合网站Metacritic的数据，游戏获得了“正面评论为主”的评价。
媒体一致赞扬了本作丰富多样的创意玩法，认为本作对每个玩法都进行了足够深入的挖掘，但在玩家在对某个游戏玩法感到厌倦之前便切换到全新的玩法。IGN认为本作大量的创意玩法足以与宫本茂制作的游戏匹敌，游戏时光的评论者则认为其创意与任天堂制作的游戏水準相当。不过，IGN同时指出游戏的关卡有时过于倾向其中一人，另一人只能在一旁观望。Game Informer指出本作的平台动作部分可靠性不足以至于制作团队需要专门设计矫正机制，IGN则赞扬游戏设计的多种跳跃动作令玩家可以轻松做出精确的平台跳跃动作。除了游戏的玩法，本作的场景设计也得到了评论者的赞赏。评论者普遍认为本作将场景设定于日常环境中，在场景中插入了很多真实的细节，互动多样，让平凡无奇的场景脱颖而出。
除了游戏的设计，媒体还赞扬了游戏的表现力。游戏时光的评论者指出，曾有电影制作经验的制作人在本作中娴熟运用画面镜头的运镜技术，其分屏与合屏的恰当切换增强了游戏的表现力。此外，Game Informer也对本作的分屏设计赞赏有加，认为其能增进玩家之间的语言交流。本作的人物被认为生动有趣，GameSpot指出演员优秀的表演让平淡的对话显得自然，有助于塑造人物的形象。不过，哈金博士获得了多个游戏媒体的批评，认为其令人生厌。与人物的塑造不同，本作的故事被认为深度不足，流于浪漫喜剧，未能深入挖掘其主题。不过，也有游戏媒体赞扬其主题贴合现实，真实展现了人际关系，与玩法结合得很好。

## 获奖记录
| 年份 | 奖项                     | 类别                 | 结果 | 来源          |
| ---- | ------------------------ | -------------------- | ---- | ------------- |
| 2021 | 金摇杆奖                 | 终极年度游戏         | 提名 | [ 23 ] [ 24 ] |
| 2021 | 金摇杆奖                 | 年度多人游戏         | 獲獎 | [ 23 ] [ 24 ] |
| 2021 | 游戏大奖                 | 年度游戏             | 獲獎 | [ 25 ]        |
| 2021 | 游戏大奖                 | 最佳家庭游戏         | 獲獎 | [ 25 ]        |
| 2021 | 游戏大奖                 | 最佳游戏指导         | 提名 | [ 25 ]        |
| 2021 | 游戏大奖                 | 最佳多人游戏         | 獲獎 | [ 25 ]        |
| 2021 | 游戏大奖                 | 最佳叙事             | 提名 | [ 25 ]        |
| 2021 | 游戏大奖                 | 玩家之声             | 提名 | [ 25 ]        |
| 2021 | Steam大奖                | “独乐乐不如众乐乐”奖 | 獲獎 | [ 26 ] [ 27 ] |
| 2022 | 游戏开发者选择奖         | 年度最佳游戏         | 提名 | [ 28 ] [ 29 ] |
| 2022 | 游戏开发者选择奖         | 最佳游戏设计         | 獲獎 | [ 28 ] [ 29 ] |
| 2022 | 游戏开发者选择奖         | 最佳游戏叙事         | 提名 | [ 28 ] [ 29 ] |
| 2022 | 游戏开发者选择奖         | 最佳游戏创新         | 提名 | [ 28 ] [ 29 ] |
| 2022 | 游戏开发者选择奖         | 社会影响力           | 提名 | [ 28 ] [ 29 ] |
| 2022 | 第25届D.I.C.E.大奖       | 年度最佳游戏         | 獲獎 | [ 30 ]        |
| 2022 | 第25届D.I.C.E.大奖       | 年度最佳冒险游戏     | 提名 | [ 30 ]        |
| 2022 | 第25届D.I.C.E.大奖       | 杰出音效设计成就奖   | 提名 | [ 30 ]        |
| 2022 | 第25届D.I.C.E.大奖       | 杰出游戏设计成就奖   | 獲獎 | [ 30 ]        |
| 2022 | 第25届D.I.C.E.大奖       | 杰出游戏指导成就奖   | 提名 | [ 30 ]        |
| 2022 | 第25届D.I.C.E.大奖       | 杰出原创音乐成就奖   | 提名 | [ 30 ]        |
| 2022 | 第18届英国学院电子游戏奖 | 最佳游戏             | 提名 | [ 31 ]        |
| 2022 | 第18届英国学院电子游戏奖 | 动画奖               | 提名 | [ 31 ]        |
| 2022 | 第18届英国学院电子游戏奖 | 艺术成就奖           | 提名 | [ 31 ]        |
| 2022 | 第18届英国学院电子游戏奖 | 超越娱乐的游戏奖     | 提名 | [ 31 ]        |
| 2022 | 第18届英国学院电子游戏奖 | 游戏设计奖           | 提名 | [ 31 ]        |
| 2022 | 第18届英国学院电子游戏奖 | 年度多人游戏奖       | 獲獎 | [ 31 ]        |
| 2022 | 第18届英国学院电子游戏奖 | 叙事奖               | 提名 | [ 31 ]        |
| 2022 | 第18届英国学院电子游戏奖 | 原创奖               | 獲獎 | [ 31 ]        |
| 2022 | 第18届英国学院电子游戏奖 | 年度EE游戏           | 提名 | [ 31 ]        |